# Hugo Ljungström
Karl Hugo Ljungström, född 1 januari 1920 i Ljusdals församling, uppvuxen i Hybo utanför Ljusdal, död 8 maj 2008 i Bollnäs, Hälsingland, var riksspelman, hembygds- och folkmusikforskare samt rälsbussförare. 

## Biografi
Vid åtta års ålder fick Ljungström sin första fiol som köptes på postorder men efter ett par år ansågs han så duktig att han hade gjort rätt för en bättre fiol som bekostades genom att sälja familjens gris. Efter en period som rälsbussförare i Östersund flyttade han till Bollnäs och sysslade allt mer med musicerande och hembygds- och folkmusikforskning. Ljungström var länge medlem i Bollnäsbygdens spelmanslag, liksom i Visarkivets inspelningsråd samt sekreterare i Hälsinglands spelmansförbund och revisor i Sveriges spelmäns riksförbund.
Under alla år hade Ljungström ett brinnande intresse för Hälsinglands folkmusik och började redan som liten att samla på tidningsklipp och noter. Efter pensioneringen från järnvägen 1979 blev hans forskning mera intensiv och det resulterade i runt 1 700 fotografier, 100 böcker med tidningsklipp och 200 kassetter med musikinspelningar. Han bidrog på så sätt till ökad kunskap om Hälsinglands folkmusik och dess överlevnad. Allt finns samlat på Folkmusikarkivet i Ljusdal. Han har också vid ett flertal tillfällen medverkat i radio bl.a. tillsammans med Mauritz Callmyr och Ulf Störling.
Ljungström är mångfaldigt belönad för sitt arbete som folkmusikforskare, bl.a. erhöll han år 2000 Gustav Adolfakademien för svensk folkkulturs stipendium.

## Medverkan iradio
- 1979 - Olles Jonkes låtar (tre generationer hälsingespelmän presenteras av Hugo Ljungström) (SR, P2)
- 1981 - Herrskapslåtar på hälsingevis (Hugo Ljungström och Christina Mattsson samtalar kring några låtar spelade av Mauritz Callmyr) (SR, P2)
- 1991 - Filikromen (Hugo Ljungström berättar för Torbjörn Ivarsson) (SR, P2)